# شریل لی رالف
 شریل لی رالف (انگلیسی: Sheryl Lee Ralph؛ زادهٔ ۳۰ دسامبر ۱۹۵۶) یک هنرپیشه اهل ایالات متحده آمریکا است.
از فیلم‌ها یا برنامه‌های تلویزیونی که وی در آن نقش داشته است می‌توان به الیور و دوستان، معشوقه، کوئین توانا، جنتلمن برجسته، تازه شروع شده اشاره کرد.